# Thaia longipenia
Thaia longipenia är en insektsart som beskrevs av Thapa och Sohi 1982. Thaia longipenia ingår i släktet Thaia och familjen dvärgstritar. Inga underarter finns listade i Catalogue of Life.